# Bocksjö
Bocksjö är en sjö i Varbergs kommun i Halland och ingår i Viskan-Rolfsåns kustområde.